# 松本斗機蔵
松本 斗機蔵（まつもと ときぞう、1795年（寛政5年） - 1841年10月26日（天保12年9月12日））は、江戸時代後期の儒学者。八王子千人同心組頭。三十表一人扶持。
同じ千人同心組頭で「桑都日記」を著した塩野適斎に学び漢学を修め、湯島の昌平黌に学んだ。下総千葉氏の出といい、千人同心組頭の松本家の養子となった。渡辺崋山・高野長英・伊豆韮山代官江川英龍などと親交があり、探検家最上徳内や地理学者高橋景保とも通じ、水戸藩の藤田東湖とも接点を有するなど、開明派の一人であった。
1837年（天保8年）末、「献斤微衷（けんきんびちゅう）」を著し、水戸・徳川斉昭に献上。1838年（天保9年）10月、尚歯会の例会において崋山・長英らとともにモリソン号再来に関する答申案を知り、幕府の意向は打ち払いにあると誤解して幕府に「上書」を提出した。斗機蔵は、これらの著述の中で、鎖国政策を見直し、貿易を振興し、海防の充実を図るべきこと、異国船打払令が無謀なこと、そして穏便な交渉が必要であると建言した。1841年（天保12年）、斗機蔵は幕府に才能を評価され、浦賀奉行に任命されたが、赴任しないまま同年病没した。八王子市千人町の宗格院に墓がある。